# Oratorio di Santa Pelagia
L'oratorio di Santa Pelagia era un oratorio costruito in funzione dell'adiacente ospedale di Milano. Situato in corso Garibaldi, fu demolito nel 1784.

## Storia
L'ospedale a cui fu in seguito aggregato l'oratorio fu edificato nel 1091 per opera di tale Lanfranco della Pila e di sua moglie. L'annesso ospedale passò poco meno di due secoli dopo sotto la giurisdizione della basilica di San Simpliciano: il complesso, in origine dedicato a san Giovanni Evangelista fu dotato dai duchi di Milano di un terreno di "duemilasettecento pertiche di terreno". L'ospedale fu aggregato nel 1644 all'ospedale maggiore, per opera del cardinale Cesare Monti, che vi istituì un ospizio per ragazze di famiglie cadute in disgrazia, assieme ad un oratorio sotto il nome di Santa Pelagia.

## Architettura
La chiesa era stata eretta su progetto di Francesco Maria Richini: la dedica a santa Pelagia pare esser stata scelta in virtù dell'interessamento del cardinale Alfonso Litta, in quanto santa titolare del titolo cardinalizio. La chiesa comunicava con una piccola cappella dedicata a san Giuseppe.